# Wyręby (Racławice)
Wyręby – część wsi Racławice w Polsce, położona w województwie małopolskim, w powiecie gorlickim, w gminie Biecz. Wchodzi w skład sołectwa Racławice.
W latach 1975–1998 Wyręby położone były w województwie krośnieńskim.